# Lebes
Lebes (množina v grščini lebetes) je vrsta grškega kotla, običajno iz brona. Je globoka posoda z zaobljenim dnom, pogosto z žrtvenim tripodom. V klasičnih časih je bila noga pritrjena, običajno se je lebes uporabljal kot lonec za kuhanje.

## Različice

### Lebes s tripodom
Za lebes s tripodom sta značilna dva okrogla vertikalna ročaja in tri noge. Vse je bilo narejeno ločeno in nato zakovičeno na kotel. Najdbe kažejo, da lebesa s tripodom niso uporabljali kot mešalno posodo še dolgo po tem, ko je izgubil svojo vlogo kot lonec za kuhanje. 

### Lebes gamikos
Lebes gamikos ali svatbeni lebes so verjetno uporabljali pri predporočnih slovesnostih očiščenja in je bil pogost v lončarstvu. Morda je stal ob nevestinih vratih in so ga morda uporabljali pri obednem škropljenju neveste z vodo.
Stal je na različno dolgi ali kratki podlagi in bil poslikan s prizoriščem poročnega sprevoda. Pogosto je bila upodobljena mitska poroka (kot poroka Peleja in Tetide) ali so bili vključeni mitični elementi, kot kočija s Heleno in Menelajem. 

## Pomen
Tako kot Dorci zdaj v državi Petih mest – prej država Šestih mest – prepovedujejo sprejem katerega od sosedov v Triopijski tempelj in celo prepovedujejo njegovo uporabo tistim svojim skupinam, ki so prekršile zakon templja. V preteklosti so na igrah v čast Triopijskemu Apolonu darovali bronaste tripode zmagovalcem; kdor ga je dobil, ga ni smel odnesti proč od templja, ampak ga je posvetil tamkajšnjemu bogu. Ko je zmagal človek iz Halikarnasa, ki se imenuje Agasikles, ni upošteval tega zakona, tripod je odnesel ter ga pribil na steno v svoji hiši. Za to kaznivo dejanje je pet mest – Lindos, Jaliz, Kamir, Kos in Knid – prepovedalo šestemu mestu – Halikarnasu – sodelovati pri uporabi templja. Taka je bila kazen za prebivalce Halikarnasa. — Herodot, Zgodovina (ed. A. D. Godley), knjiga I., poglavje 144, odsek 1–3
V skladu s sistemom menjave, ki je obstajal v zgodnji železni dobi v Grčiji, so se blago in storitve neposredno izmenjavali brez uporabe menjalnega sredstva (denarja), vendar pa so bile take transakcije podprte s konvencionalno sprejetimi priporočljivimi vrednostmi. Nekateri izdelki ali pridelki so se pogosto uporabljali kot priporočljivi za vrednotenje sorazmerne vrednosti različnih dobrin. Govedo je bilo pogosto tako kot v mnogih zgodnjih kulturah. V Grčiji je bil v tem obdobju poleg goveda, brona in železa še posebej pogosto menjalno sredstvo lebes. 
Ostanki kamnitih napisov ohranjajo številne primere kazni in odškodnin, ovrednotenih v bronastih lebesih z antične Krete že v 7. stoletju pr. n. št. Na primer bronasti tripod "za [vrednost] desetih lebesov" je bil zapisan kot plačilo za globo. 
V Iliadi je bronasti lebes vreden enega vola. V helenističnem obdobju, dolgo po uvedbi kovancev kot plačilnega sredstva, so lebesi preživeli kot izraz za neko količino srebrnih kovancev. 